# Cayo

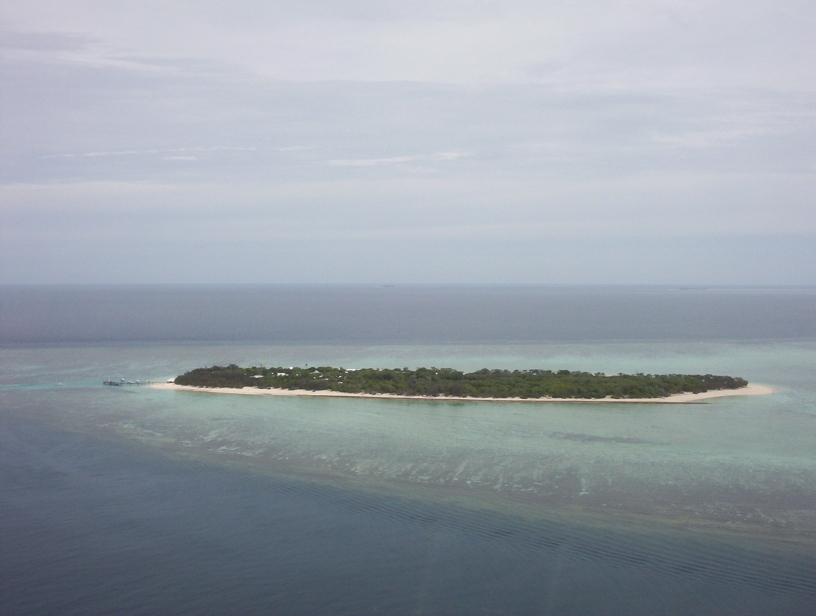
Heron Island (Austrália), cayo localizado na parte sul da Grande Barreira de Coral

Os cayos (do taino cáicu, cairi ou  caera: 'recife', 'ilhota', 'ilha', 'terra', através do espanhol cayo)  são pequenas ilhas rasas, arenosas, formadas na superfície de um arrecife de coral. Frequentemente alagadiças apresentam-se cobertas de mangue em sua maior parte, e as praias são de baixa profundidade. Em geral ocorrem apenas em ambientes tropicais, sendo comuns no mar das Antilhas e no golfo do México. Mas ocorrem também no Oceano Índico e no Pacífico, na Grande Barreira de Coral e nos  Recifes da Barreira do Belize, por exemplo.

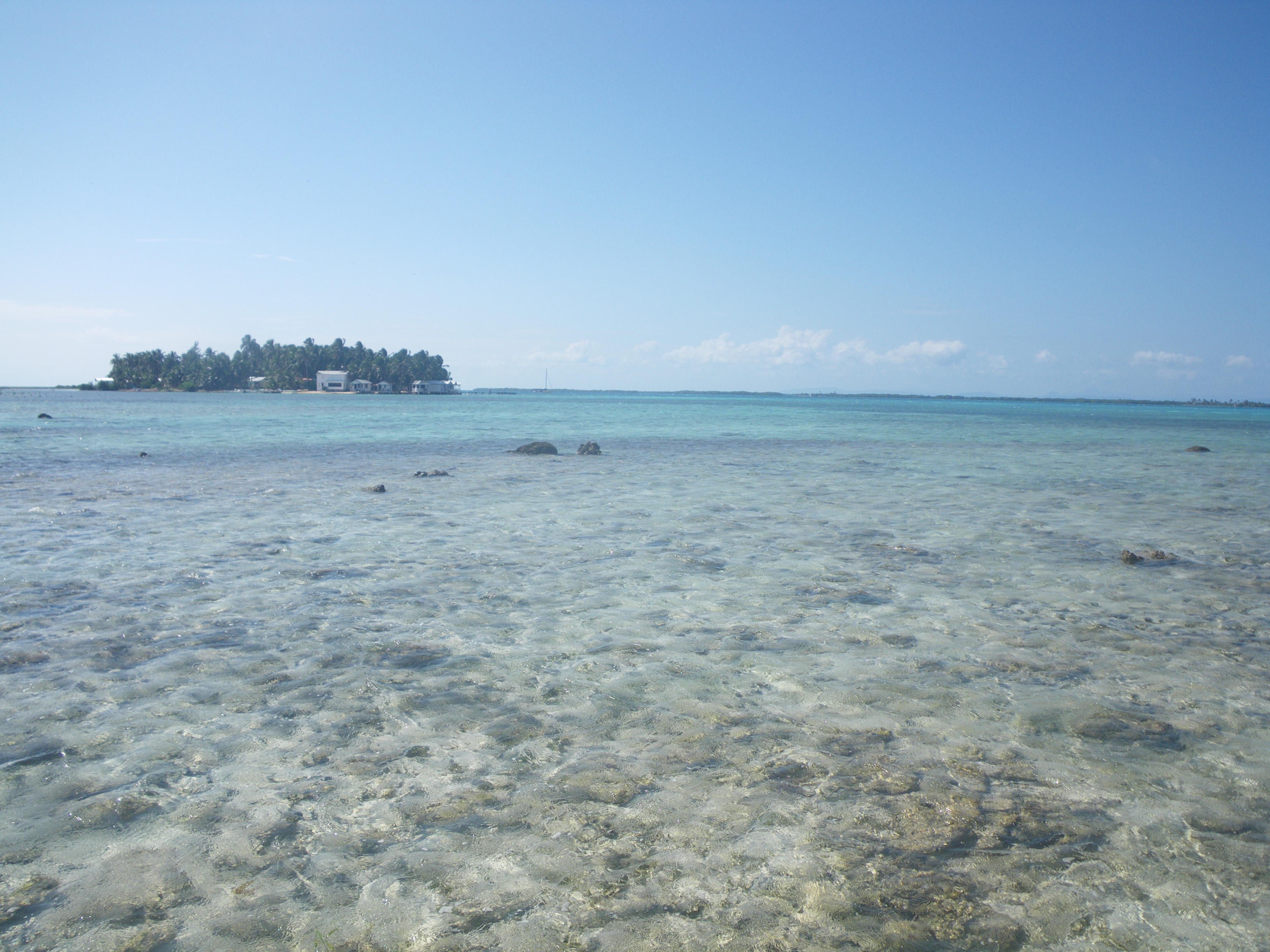
Cayo Tabaco, Belize

Uma ilha resultante da acumulação de sedimentos é composta quase inteiramente de sedimentos biogênicos - restos de plantas e animais - provenientes dos ecossistemas dos recifes circundantes.  Se os sedimentos acumulados são predominantemente constituídos de areia, a ilha é chamado de cayo.  Os sedimentos de um cayo são compostos principalmente de carbonato de cálcio (CaCO3), principalmente de aragonito, calcita. São produzidos por algas, moluscos e foraminíferos. Podem ser encontradas pequenas quantidades de silicato também nos sedimentos de esponjas e organismos similares. Com o tempo e também com a deposição de resíduos depositados pelas aves marinhas, o solo e a vegetação  se desenvolvem, formando a superfície do cayo.
Alguns cayos podem ter considerável extensão territorial, como é o caso de Cayo Coco (ao norte da ilha de Cuba), que tem aproximadamente 370 Km² e é a quarta maior ilha do arquipélago cubano - depois da própria ilha de Cuba, da Ilha de Pinos ou Ilha da Juventude e de Cayo Romano (vizinho a Cayo Coco).
A preservação do meio ambiente dos cayos vê-se comprometida pelo avanço dos projetos turísticos, que aproveitam a beleza das praias, a riqueza da vegetação e os excelentes sítios de mergulho. Porém, um inconveniente habitual dos cayos é a falta de água potável. 
Os cayos são redutos frágeis para a flora e para a fauna, que devem ser respeitados e cuidados. Assim, em muitos projetos é incentivada uma interação respeitosa com o ambiente, estimulando-se atividades como o mergulho contemplativo e as excursões ecológicas.